# Sant Jaume de Camarles
Sant Jaume de Camarles és una església de Camarles (Baix Ebre) protegida com a Bé Cultural d'Interès Local.

## Descripció
Església de planta rectangular d'una sola nau amb teulada a dues vessants. Està construït en maó i es combina les parts arrebossades i pintades i les prats de maó vist com les cantoneres o els emmarcaments de les finestres. A la façana principal hi ha la porta allindada amb un frontó semicircular sense decoració a dalt; la porta està emmarcada per pilastres que aguanten un entaulament sense frontó i, per sobre, hi ha un rosetó. A un costat s'aixeca el campanar de planta quadrangular amb una obertura d'arc de mig punt i un rellotge a cada cara.